# Lloyd (Nowy Jork)
Lloyd – miasto w Stanach Zjednoczonych, w stanie Nowy Jork, w hrabstwie Ulster.